# Tableau Software
Tableau Software ist ein Hersteller von Visualisierungs-Software aus dem US-amerikanischen Seattle, der seit 2019 zu Salesforce, Inc. gehört. Schwerpunkt der Software sind Datenvisualisierung und Reporting. Tableau Software wurde 2003 als Ausgründung aus der Stanford University gegründet.

## Geschichte
Tableau wurde 2003 von Chris Stolte, Pat Hanrahan und Christian Chabot (erster Geschäftsführer) gegründet, die zu dieser Zeit alle an der Stanford University tätig waren.
Im Zuge der Veröffentlichung von Depeschen US-amerikanischer Botschaften durch Wikileaks war Tableau Software im Dezember 2010 eines der ersten Unternehmen, welches seine Unterstützung der Whistleblower-Plattform beendete. Tableau Software hatte seine Produkte für die Visualisierung der WikiLeaks-Dokumente bereitgestellt.
Im Mai 2013 ging Tableau Software an die Börse.
Im August 2016 wurde Adam Selipsky zum neuen CEO ernannt.
Im Juni 2018 gab Tableau die Übernahme von Empirical Systems bekannt. Empirical Systems ist ein auf maschinellem Lernen basierende Analyse-Engine, die automatisch strukturierte, tabellarische Daten modelliert und dabei ermöglicht, statistische Erkenntnisse in Daten darzustellen.
2019 übernahm Salesforce.com das Unternehmen. Die Übernahme im Wert von 15,7 Milliarden US-Dollar wurde im dritten Quartal des Jahres abgeschlossen. Im Jahr der Übernahme nutzten 86.000 Unternehmen die Produkte von Tableau.
Im März 2021 wechselte Adam Selipsky als CEO zu Amazon Web Services. Daraufhin gab Tableau die Ernennung von Mark Nelson zum Präsidenten und CEO bekannt, der vom Posten im Dezember 2022 zurücktrat. Im Mai 2023 wurde Ryan Aytay zum neuen CEO ernannt. Zuvor war er bereits seit Februar 2022 Präsident von Tableau.

## Produkte
Bei Produkten von Tableau Software liegt der Fokus der Datenanalyse auf der Visualisierung. Die Produkte tableau Desktop und tableau Public dienen dazu, Daten mittels einer grafischen Benutzeroberfläche per Drag and Drop zu verknüpfen. Einzelne Datenauswertungen können in Dashboards zusammengestellt und miteinander verknüpft werden. Mit dem browserbasierten tableau Server ist eine Integration ins Data-Warehouse, eine Unterstützung großer Datenmengen und ein Austausch von Daten und Ergebnissen möglich.